# Benjamin Kunkel
Benjamin Kunkel (* 14. Dezember 1972 in Glenwood Springs, Colorado) ist ein US-amerikanischer Autor.

## Leben
Kunkel wuchs in Eagle, Colorado auf und besuchte als Schüler ein Internat in New Hampshire, danach das Deep Springs College in Kalifornien, anschließend studierte er in Harvard mit einem Abschluss Master of Arts und an der Columbia University mit dem Abschluss Master of Fine Arts (MFA) im Fach Kreatives Schreiben.
Kunkel ist mit Mark Greif, Chad Harbach und anderen Gründer der seit Herbst 2004 dreimonatlich erscheinenden Kulturzeitschrift n+1. Er schreibt für Dissent, The Nation und The New York Review of Books.
Kunkels Debütroman Indecision, ein Entwicklungsroman mit Bezügen zum 11. September, den er im Herbst 2001 in einer Waldhütte in Colorado begonnen hat und der im Herbst 2005 in den USA veröffentlicht wurde, galt als New Yorker Kultroman. In Utopia or Bust schrieb er Essays über die seiner Meinung nach wichtigsten marxistischen Denker der Gegenwart.
Mit Buzz hat Kunkel ein Theaterstück verfasst, das im Oktober 2014 in New York anlief.

## Zitate
„Das Schreiben über Kultur ist in den Vereinigten Staaten weitgehend an Dinge gebunden, die sich kommerzialisieren lassen.“

## Werk
- Indecision (2005) – ISBN 0-8129-7651-7 (deutsche Übersetzung: Unentschlossen. Aus dem Amerikanischen von Stefanie Röder. Berlin: Bloomsbury Berlin 2006, ISBN 3-8270-0680-5)
- Ein Schritt weiter. Die n+1-Anthologie. Herausgegeben von Benjamin Kunkel und Keith Gessen. Aus dem Amerikanischen von Kevin Vennemann. Frankfurt am Main: Suhrkamp 2008
- Utopia or Bust: A Guide to the Present Crisis. (Jacobin), 2014
  - Utopie oder Untergang. Ein Wegweiser für die gegenwärtige Krise. Aus dem Amerikanischen von Richard Barth. Berlin: Suhrkamp 2014

### Porträts
- Stephanie Merritt: "Welcome to the political world". In: The Observer vom 20. November 2005 (engl.).
- Thomas David: "Mein Erfolg ist ein Mißverständnis". In: Frankfurter Allgemeine Zeitung, 26. Juli 2006, S. 36.
- Marion Lühe: „Ereignisresistenter Denker“. In: taz Magazin Nr. 8082 vom 23. September 2006, Seite VI.